# Oligosoma inconspicuum
Oligosoma inconspicuum — вид сцинкоподібних ящірок родини сцинкових (Scincidae). Ендемік Нової Зеландії.

## Поширення і екологія
Ophiomorus inconspicuum мешкають на півдні Південного острова Нової Зеландії, в регіонах Саутленд і Отаго. Вони живуть на трав'янистих луках, на висоті до 1700 м над рівнем моря. Ведуть денний спосіб життя, живляться безхребетними і плодами.

## Збереження
МСОП класифікує цей вид як вразливий. Oligosoma inconspicuum загрожує знищення природного середовища і хижацтво з боку інтродукованих тварин.